# Estela Celdrán
Estela Celdrán (Bilbao, Vizcaya; 16 de diciembre de 1984) es una actriz de cine, teatro y televisión, dramaturga y directora de teatro española.

## Biografía
Se formó en artes escénicas e interpretación en la escuela superior de artes escénicas Ánima Eskola donde cursó los estudios superiores de arte dramático con David Valdelvira, Marina Shimanskaya y Algis Arlauskas, formándose como actor de método, bajo la metodología Stanislavsky-Vajtángov-M.Chéjov-Meyerhold (método ruso). Allí coincidió con el actor Julen Jiménez, junto con la que estudió. También se formó en oratoria y dicción con la ortofonista y locutora Alejandra Novoa
En el año 2016, participó en la producción teatral Blanca Nieves, interpretando el papel de La Reina, una producción dirigida por Galder Pérez y escenificada en el Teatro Campos Elíseos, estrenada en el Festival de Escuelas de Teatro de Bilbao. La obra ganó el premio a mejor dirección para Galder Pérez y el premio a mejor actriz para Estela Celdrán.
En 2016 se unió al reparto de la serie Sol Naciente, dirigida por Iker Bilbao y Alberto Laguna, filmada en la localidad vizcaína de Amorebieta-Echano, como una de las protagonistas de la serie. En el año 2017 formó parte del elenco de la producción teatral La Percha, dirigida por David Valdelvira y escenificada en distintos teatros de España.
En el año 2021, recibió el premio a mejor actriz en el Festival Internacional de Cortometrajes y Largometrajes de Santurce, en la novena edición del festival, en que la actriz Itziar Ituño recibió el premio Serantes por su trayectoria profesional.
Es actriz y directora de escena. Como actriz, forma parte de la compañía de teatro "La Sombra Teatro", creada en 2008.

## Filmografía

### Cine
- 2017, Recuerdos, dir. Iker Fernandez
- 2016, Una bala en Kuiper, dir. Jorge Aguirre Pérez[15]
- 2014, El Reencuentro, dir. Iker Arce e Ibai Gómez

### Televisión
- 2016, Sol Naciente, dir. Iker Bilbao y Alberto Laguna

### Teatro (como actriz)
- 2022, ¿Quién teme a Virginia Woolf?, dir. David Valdelvira
- 2018, El regalo, dir. David Valdelvira (La Sombra Teatro)[16]
- 2017, La percha, dir. David Valdelvira (La Sombra Teatro)[17]
- 2016, Blanca Nieves, dir. Galder Pérez[1]
- 2016, Cálidos y fríos, dir. David Valdelvira[12]
- 2014, Yo soy la Revolución, dir. Javier Liñera (Aimara Teatro)[18][19]
- 2014, Naviera Saturrarán, dir. David Caíña e Iker Arce[20]

### Teatro (como directora)
- 2017, Hamlet (ayudante de dirección)[21]
- 2014, Sueño de una noche de verano (ayudante de dirección)

## Premios y nominaciones
- Premio Buero Vallejo (2015), por Sueño de una noche de verano (ayudante de dirección).
- Premio FETABI (2016) a mejor actriz, por Blanca Nieves.[2][3]
- Premio FETABI (2017), por Hamlet (ayudante de dirección).
- Premio Festival de Santurtzi (2021), a mejor actriz.[9]